# Funktionalismus (Psychologie)
Der Funktionalismus in der Psychologie stellt eine seit der zweiten Hälfte des 19. Jahrhunderts in den USA entstandene Forschungsrichtung dar, die sich von dem bis dahin üblichen Konzept der Bewusstseinspsychologie abzuheben suchte. 
Die älteren Vorstellungen der Psychologie wurden aus der neu entstandenen Perspektive heraus als „Strukturalismus“ bezeichnet. Unter Strukturalismus verstand man in tadelnder Hinsicht nicht nur die Aufteilung verschiedener Bewusstseinsinhalte im Sinne der älteren Elementenpsychologie, sondern auch den deduktiven Charakter der früheren Vermögenspsychologie. Unter Funktionalismus als einer induktiv bestimmten Lehre wird vielmehr die durch die Sinnesorgane vermittelte Verstandestätigkeit verstanden. Diese Denkgegenstände sind somit nach der empirisch ausgerichteten Lehre nicht Realitäten, sondern nur Funktionen (Relationen) anderer Gegebenheiten.(a)
Durch die insgesamt vom Bewusstsein „als solchem“ (William James 1892) ausgehenden Wirkungen in fortlaufender Interaktion mit der Umwelt – und in Anpassung („adjustment“) an äußere Bedingungen sollte das Verständnis des Bewusstseins ermöglicht und verbessert werden. Dem psychologisch verstandenen Begriff des Funktionalismus liegt somit keine grundlegende Definition von »Funktion« zugrunde. Er bezeichnet nur die dem Bewusstsein insgesamt programmatisch zugeordneten Wirkungen und funktionellen Tendenzen. Psychische Phänomene sollten als unmittelbare Begleit- und Folgeerscheinungen körperlicher Abläufe verstanden werden. Dabei folgte man der Analogie zu (mechanischen) Apparaten und ihren Leistungen (Leistungspsychologie), die den grundlegenden menschlichen Bedürfnissen der Selbst- und Arterhaltung entsprechen. Bereits René Descartes (1596–1650) hatte diese körperlichen Abläufe (Maschinenparadigma) als automatenhaft bezeichnet (res extensa).(a) In der Tat gingen von der funktionalistischen Theorie eine Reihe anthropologischer, soziologischer, ethnologischer und pädagogischer Impulse aus.(a), (a)

## Begründer und Vertreter
Das philosophische Fundament des Funktionalismus beruht auf den Lehren von Charles Sanders Peirce (1839–1914) und John Dewey (1859–1952). Diese als Pragmatismus bekannten Theorien fanden Beachtung in weiteren Kreisen, da beobachtbare Resultate hinsichtlich handlungsbestimmter Orientierung bei der näheren Untersuchung bewusster Phänomene feststellbar waren und aus diesen objektiven Veränderungen heraus Beweise für die Richtigkeit der Annahmen über die Natur psychischer Leistungen gefolgert wurden.(a)
Durch die psychologisch ausgerichteten Arbeiten von William James (1842–1910) und James Rowland Angell (1869–1949) wurden diese Auffassungen vertieft. Als Hinweis für die Auffassungen von W. James wird auf seine Vorlesungsreihe über den Pragmatismus verwiesen. Die speziell auf das Bewusstsein bezogenen Auffassungen sahen in den Nervenzellen des Großhirns Teile eines psychischen Reflexbogens. Besonderer Wert im Sinne des Pragmatismus wurde dabei auf die motorische Reflexanwort („Output“) und weniger auf die sensorische Seite („Input“) gelegt.(c)
Als weitere Vertreter des Funktionalismus in den USA werden James Mark Baldwin (1861–1934), James McKeen Cattell (1860–1944), Granville Stanley Hall (1846–1924), George Trumbull Ladd (1842–1921) und in der Schweiz Édouard Claparède (1873–1940) angesehen.(b)

### Psychologische Standpunkte
Da der Begriff der Funktion vielseitig in der Physiologie, Verwaltung und Organisation, sowie in der Mathematik verwendet wird, ist auch der Funktionalismus psychologisch entsprechend vielseitig ausgelegt worden.(c)
Der Funktionalismus steht in gewissem Gegensatz zur Lehre von Wilhelm Wundt (1832–1920), die ihrerseits in Amerika von Edward Bradford Titchener (1867–1927) vertreten wurde. Insbesondere die Introspektion wurde in methodischer Hinsicht von den Funktionalisten abgelehnt, da nach ihrer Auffassung subjektive Tatsachen keine Gewinnung objektiver Gegebenheiten ermöglichen, siehe auch Bewusstseinspsychologie.

## Geistesgeschichtliche Position
In philosophischer Hinsicht kann man den empirisch ausgerichteten Funktionalismus auch als funktionalen Materialismus bezeichnen, da er versucht, die psychologischen und mentalen Zustände als Auswirkungen ausschließlich materieller Gegebenheiten zu beschreiben. Wenn diese Ausschließlichkeit auch nicht dem Denken von William James entsprach, so war sie doch als Grundzug der empirischen Wissenschaften erkennbar. Sofern ein Strukturalismus abgelehnt wurde, ging man nicht von einem geordneten Gefüge von Funktionen, sondern nur von einer Summierung aus. Andernfalls wäre allerdings das geistige Leben in seiner Einheit nicht nur als strukturiertes Gefüge einzelner Funktionen zu bezeichnen, sondern gleichzeitig damit auch als Gefüge von Aufwärts-Effekten. Die Begründer des amerikanischen Funktionalismus lehnten jedoch einen strukturierten Zusammenhang der psychologischen Wirklichkeit weitgehend ab, wie er von den Anhängern der Elementenpsychologie angenommen wurde. Das Leib-Seele-Problem wurde eher von der körperlichen Seite ausgehend als hinreichend bestimmbar betrachtet. Man kann den psychologischen Funktionalismus daher auch als Vorläufer des Behaviourismus, der Psychophysik und der Psychophysiologie ansehen. Anders als der seit ca. 1850 in der westlichen Welt übliche naturwissenschaftliche Ansatz zum Leib-Seele-Problem behauptet der philosophisch ausgerichtete heutige → Funktionalismus nur noch die These, dass mentale Zustände funktionale Zustände sind, so wie es bereits Carl Stumpf im Jahr 1906 gefordert hat.(b) Die Bindung an eine zumindest hypothetisch geforderte Organveränderung – wie es die klassische deutsche Psychiatrie etwa bei der endogenen Psychose annahm, wird damit verlassen. Der ab 1850 in Deutschland feststellbare Umbruch zum naturwissenschaftlichen Denken ist mit dem Namen von Wilhelm Griesinger (1817–1868) verbunden. Sein psychiatrisches Paradigma lautete: „Die Geisteskranken sind Gehirnkranke“.

„Die Physiologie betrachtet das psychische Leben als eine besondere Lebensform des Organismus; sie sieht in den psychischen Acten Functionen bestimmter Organe und sucht jene eben aus dem Bau dieser zu begreifen.“

Damit wurden die psychischen Funktionen als abhängig von gesunden oder kranken Gehirnstrukturen nach Art der Physiologie betrachtet.

## Beispiele
Als Beispiel einer funktionalistischen Theorie sei hier die James-Lange-Theorie erwähnt. Sie findet ihren pointierten Ausdruck in dem Satz von James: «Wir weinen nicht, weil wir traurig sind, sondern wir sind traurig, weil wir weinen.» Hiermit wird der körperlich beobachtbare Ablauf einer seelischen Reaktion als bestimmender Anteil der seelischen Aktivität gewertet.(d)
Auch die Tätigkeit des autonomen Nervensystems kann als eher automatische und organbezogene Steuerungsaktivität im Gegensatz zum animalischen Nervensystem angesehen werden.

## Soziologisch verstandener Funktionalismus
Anregungen zur Entwicklung einer funktionalistischen Theorie des gesellschaftlichen Lebenszusammenhanges gingen von dem biologischen Organismusmodell aus. Es beschreibt die funktionelle Gliederung eines Organismus, bestehend aus einzelnen Zellen, die ihrerseits wieder zu Organen aufgebaut sind. Dies war als Funktionsprinzip in der → Physiologie deutlich geworden. Diesem Modell folgte man auch in der Annahme einer Analogie zwischen Organismus und Gesellschaft wie sie von Herbert Spencer (1820–1903) und Rudolf Virchow (1821–1902) vertreten wurde. Auch gingen weitere Anregungen von Émile Durkheims (1858–1917) Konzeption der Solidarität sowie von Vilfredo Paretos (1848–1923) Systembegriff aus.(d) Den von Bronislaw Malinowski (1884–1942) und Alfred Reginald Radcliffe-Brown (1881–1955) begründeten soziologischen Theorieansätzen ist gemeinsam, dass sie im Gegensatz zu den psychologischen Vertretern der Theorie einen Strukturzusammenhang in der Gesellschaft als Voraussetzung einer funktionalistischen Betrachtungsweise annahmen. Die schließlich doch erfolgende Annahme dieser Strukturiertheit der Wirklichkeit ergibt sich einerseits aus der logisch zwingenden Anerkennung „höherer“ und andererseits eher „grundlegender“ (niedrigerer) Funktionen. Auch die Theorie der Aufwärts-Effekte weist auf diesen Umstand hin. Radcliffe-Brown lehnte die enge Bindung an grundlegende Bedürfnisse der Selbst- und Arterhaltung ab. Diese Vorstellungen trugen insgesamt zur Entwicklung der soziologischen Systemtheorie bei.

## Rezeption und Kritik

### Jaspers
Karl Jaspers (1883–1969) kennzeichnet den Funktionalismus als Antagonismus zwischen Mechanismus einerseits und flexibler, vielseitiger Aufgabenstellung andererseits. Während dem Mechanismus ein automatisches Leistungsprinzip eigen sei, das sich auf immer gleiche Aufgaben beziehe, erfordere die Vielzahl und Komplexität von immer neuen Aufgabenstellungen eine immer differenziertere Reaktionsbereitschaft seitens des Organismus. Während das neurologische Grundschema des Reflexbogens dem Mechanismus im Sinne des → Maschinenparadigmas entspricht, sei das psychologische Grundschema der Leistungsbereitschaft eher aufgrund ganzheitlicher Betrachtung des Organismus verstehbar. Diesen ganzheitlichen Prinzipien entsprechen nach Jaspers die Assoziationspsychologie, die Aktpsychologie und die Ganzheitspsychologie in einer sich gegenseitig ergänzenden Sichtweise. Sie könnten als logische Folgeerscheinungen des Empirismus und des Funktionalismus aufgefasst werden, auch wenn sie ihrerseits wieder auf elementare Einheiten zurückgreifen, insbesondere bei der Annahme von quasi automatischen Assoziationsmechanismen, indem eine bewusste Vorstellung unbewusst aus einer anderen hervorgehe. Die genannten psychologischen Forschungsrichtungen verfolgen nach Jaspers das Ziel, die zusammengesetzte Funktion des Bewusstseins zu erklären und zu verstehen.(b)
Die sinnvolle Verbindung der psychischen Einheiten und Elemente wie auch von Empfindungen und Gefühlen, Worten und Gegenständen sei das speziell menschliche Moment im Gegensatz zu den assoziativen Automatismen wie sie etwa auch bei Tieren wie etwa beim Papagei erfolgen können, der wohl in der Lage sei, sprachliche Laute zu assoziieren, ohne dass es dabei jedoch zu „höheren“ sinnvollen Leistungen komme. Sowohl Assoziationsverbindungen als auch Aktverbindungen bewirken in gemeinsamer Verflechtung gesehen das Zustandekommen „höherer“ Einheiten, die als Ganzheiten zu betrachten sind. Als bleibende aus der Neurologie und Neurophysiologie entlehnte Begriffe, die sich durch den Einfluss des Funktionalismus für die Psychologie als fruchtbar erwiesen haben sieht Jaspers an: a) → Psychischer Reflexbogen als Übertragung des neurologischen Grundschemas des Reflexbogens auf die Psychologie; b) Neuropsychologie als Grenzgebiet zwischen Neurologie und Psychologie, in dem sich neurologische Vorstellungen von lokalisierbaren Leistungen als vorherrschend für das Verständnis höherer psychologischer Aufgaben und ihrer Störungen erweisen, wie es z. B. in dem Verständnis von funktionellen bzw. organischen Störungen wie Aphasie, Apraxie, Agnosie, Ataxie angenommen wird; c) auch weitere Grundbegriffe der Neurophysiologie, wie sie für die Psychologie von Bedeutung sind wie die Ermüdung als quantitatives Nachlassen der Funktion in der Zeitabfolge, Übung als Verbesserung mnestischer Leistungen ähnlich der Konditionierung, weiterhin die antagonistischen Begriffe der Erregung und Lähmung, wobei die Erregung psychologisch als psychomotorische „Erregtheit“ bezeichnet werden kann, die Lähmung dagegen als psychogene (nicht organische) Lähmung etwa bei Hysterie aufzufassen ist. Der Ausdruck „Lähmung“ bzw. „wie gelähmt“ charakterisiert auch die Apathie z. B. bei erschütternden Erlebnissen. Weiterhin werden die neurophysiologischen Begriffe der Bahnung und Summation als psychologisch relevante Bezeichnungen verwendet.(c) Sigmund Freud (1856–1939) gebrauchte die Begriffe der Erregungssumme und der Bahnung zur Beschreibung psychologischer Zustände. Das breite Feld der Leistungspsychologie ist Hauptgebiet der Experimentalpsychologie.(d)

### Arendt
Hannah Arendt (1906–1975) kritisiert den auf Erfahrung basierten Fortschrittsglauben als wissenschaftliches Dogma wie er sich seit dem 17. Jahrhundert in Europa in den Wissenschaften entwickelt habe. Das führt sie am Begriff des Funktionalismus aus.(a)
Exkurs 1: Definiert man Funktionen als psychische Vorgänge nach dem Vorschlag von → Carl Stumpf (1848–1936) die → Aktpsychologie betreffend und sieht man außerdem die beiden durch die Ausgangs- und Zielsituation gegebenen Bezugspole der Funktionen als Erscheinungen innerhalb des psychischen Prozesses an, so stellt sich die „Funktion“ als Abhängigkeit zweier verschiedener Erscheinungen voneinander dar.(c) Die begriffliche Bedeutung von „Funktion“ nähert sich so derjenigen in der Mathematik. Hier ist das Abhängigkeits-Verhältnis zweier veränderlicher Größen (Variablen) bzw. Größengruppen dadurch gekennzeichnet, dass eine gegebene Variable eine andere bestimmt oder die Veränderung der einen Größe eine Veränderung der. anderen zur Folge hat.(e)
Damit ist verständlich, wenn Hannah Arendt am Beispiel des Irrtums und der Täuschung sagt, dass hinter jeder zerbrochenen Erscheinung eine andere Erscheinung ihren Platz einnimmt. Dies führt sie auch am Beispiel der „Ent-täuschung“ aus. Dieses Wort hat bekanntlich eine positive und eine negative Bedeutung. Neben dem negativen, auf den Verlust eines Datums und auf die Täuschung bezogenen Sinngehalt gibt es einen positiven Wert der „Enttäuschung“, d. h. der Wiedergewinnung eines anderen Datums. Die negative Variante dieser Erfahrung hat zu der Redewendung vom „bloßen Schein“ oder auch von nur „scheinbaren Tatsachen“ beigetragen. Im Gegensatz zum „bloßen Schein“ oder sogar zum „falschem Schein“ spreche man besser in positivem Sinn vom „wahren Sein“.(b)
Exkurs 2: Die Abhängigkeit einer Erscheinung von einer anderen ist verständlich, wenn sich ein „höherer“ Zusammenhang ergibt. Die Aussage: „Eisen ist schwer“ wird als sinnvoll erkannt, wenn dem Element Eisen ein „Oberbegriff“ (hier: Gewicht oder „Schwere“) zugeordnet werden kann (Analytisches Urteil). Auch andere Metalle nämlich sind „schwer“. Sucht man nach einem Sachverhalt, den man gar nicht kennt, wie etwa das Forschen nach unbekannten Ursachen, den man aber aufgrund der vorausgesetzten grundsätzlichen Überzeugung als Objektivität oder als Ding an sich zu finden glaubt (Analytisches Urteil a priori) so beruht dies ebenfalls auf hierarchischen Prioritäten. (Kant KrV B 13, B 128 ff., B 565 ff.)
Hier werde, wie Hannah Arendt meint, meist ein „höherer“ Grad von Wirklichkeit oder auch ein „tieferer“ Grund angenommen, indem die Erscheinung als flüchtig gegenüber dem „wahren Sein“ angesehen werde. Diese Überzeugung nennt sie „metaphysische Hierarchie“. Die Vorstellungsweise hält Arendt als Grundlage des Fortschrittsglaubens, der immer „tiefer“ in die Vielfalt der Funktionen in der Natur einzudringen versuche. Die Annahme, die sie als Priorität des unsichtbaren Seins gegenüber der Erscheinung (Sinnenwelt) bezeichnet, könne sich auch als großer Irrtum erweisen und damit den Fortschrittsglauben in Frage stellen.(c)
Die „metaphysische Hierarchie“ sei jedoch umkehrbar. Der prinzipiellen Überzeugung von der Existenz einer „höheren“ Wirklichkeit oder eines „tieferen“ Grundes stellt Hannah Arendt die Auffassung vom „Wert der Oberfläche“ gegenüber. Die Bedeutung der Erscheinung wird damit betont. Der Funktionalismus habe die (beobachtbaren) Erscheinungen nicht mehr als „sekundäre Qualitäten“ abgeschoben, sondern sie als wesentliche Bedingungen für das Verständnis des Lebensprozesses in Biologie, Soziologie und Psychologie angesehen. Arendt stützt sich dabei auf Maurice Merleau-Ponty und Adolf Portmann. Dennoch glaubt Arendt, dass der Funktionalismus die alte Dichotomie zwischen bloßem Schein und wahrem Sein auf eine „andere Weise“ beibehalten habe.(d), 